# تغییر گام صدا

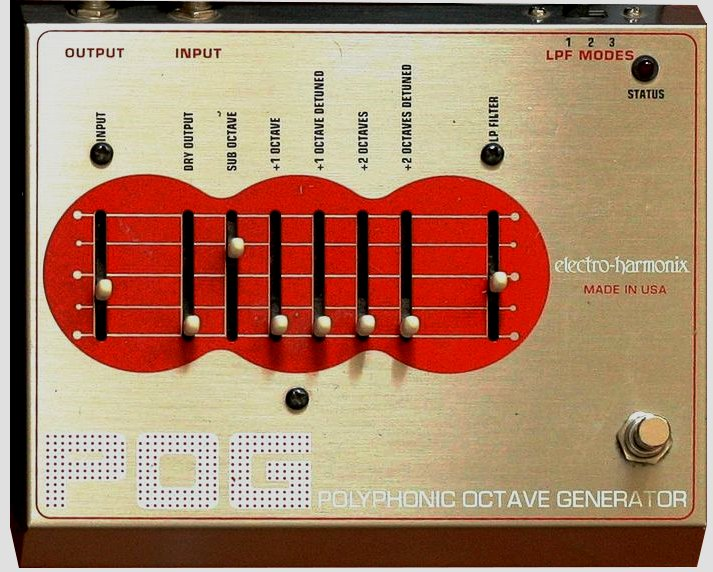
اثر اکتاو POG

تغییر گام صدا (به انگلیسی: Pitch shift) دستگاه ضبط صدا با روش تکنیکی‌ست که با حفظ کیفیت اصلی، میزان زیروبمی یا حجم صدا را می‌توان کم یا زیاد نمود. سیستم افکت می‌تواند به‌صورت خودکار فاصله (موسیقی) را تنظیم کند که این ساختار تغییر گام‌صدا نامیده می‌شود.

## گام / زمان
این روش یکی از ساده‌ترین روش‌ها برای افزایش گام صدا بر مبنای زمان اجرا می‌باشد، یا برعکس، کاهش گام و افزایش مدت زمان. این کار با بازپخش یک موج صدا با سرعتی متفاوت از آنچه ذخیره شده‌است، انجام می‌شود. با تغییر قطر چرخ‌تسمه یا استفاده از یک موتور متفاوت، می‌توان آن را در ضبط صوت‌های قدیمی ریلی انجام داد. با پیشرفت فناوری‌ها، سرعت موتورها توسط مدارهای الکترونیکی سامانه سِروو قابل کنترل است. این ترتیب با استفاده از موتورهای سرعت متغیر چرخ‌تسمه امکان تغییر سرعت به سادگی بیشتر حاصل می‌شود.